# Macrosiphum capitophoroides
Macrosiphum capitophoroides är en insektsart som beskrevs av Blanchard 1944. Macrosiphum capitophoroides ingår i släktet Macrosiphum och familjen långrörsbladlöss. Inga underarter finns listade i Catalogue of Life.